# (9473) Ghent
(9473) Ghent ist ein Asteroid des Hauptgürtels, der am 26. Juli 1998 vom belgischen Astronomen Eric Walter Elst am La-Silla-Observatorium (IAU-Code 809) der Europäischen Südsternwarte in Chile entdeckt wurde.
Der Asteroid wurde nach der belgischen Stadt Gent benannt, der Hauptstadt der Provinz Ostflandern und des gleichnamigen Arrondissements und Wahlbezirks, die gegen Ende des 18. Jahrhunderts zu einer der ersten industrialisierten Städte auf dem europäischen Festland wurde.